# Ільїновка (Дідовська сільська рада)
Ільї́новка (рос. Ильиновка, башк. Ильиновка) — присілок у складі Федоровського району Башкортостану, Росія. Входить до складу Дідовської сільської ради.
Населення — 15 осіб (2010; 20 в 2002).
Національний склад:
- росіяни — 90%